# Xã Buffalo Hart, Quận McDonald, Missouri
Xã Buffalo Hart (tiếng Anh: Buffalo Hart Township) là một xã thuộc quận McDonald, tiểu bang Missouri, Hoa Kỳ. Năm 2010, dân số của xã này là 442 người.